# Attila Ábrahám
Attila Ábrahám est un kayakiste hongrois pratiquant la course en ligne né le 29 avril 1967.
Il participe aux Jeux olympiques de 1988 et 1992, remportant trois médailles dont une d'or.